# Mary Sue Coleman
Mary Sue Coleman (2 de outubro de 1943) é a atual presidente da Associação de Universidades Americanas (AAU). Ela foi a 13ª Presidente da Universidade de Michigan. Em 2009, ela foi nomeada uma das "10 melhores presidentes de faculdade" do país pela Time.
Anteriormente, atuou como professora de química biológica na Faculdade de Medicina da Universidade de Michigan e professora de química na faculdade de literatura, ciências e artes.

## Biografia
Mary Sue Coleman é formada em química pelo Grinnell College. Ela recebeu um doutorado em bioquímica pela Universidade da Carolina do Norte. Por dezenove anos, Coleman estava na faculdade de bioquímica da Universidade de Kentucky.
Coleman faz parte do Conselho de Administração da Johnson & Johnson. Ela foi anteriormente presidente da Associação de Universidades Americanas. Em julho de 2010, o secretário de Comércio dos EUA, Gary Locke, a nomeou co-presidente do Conselho Consultivo Nacional de Inovação e Empreendedorismo. Em 2004, Coleman começou a liderar "The Michigan Difference", uma campanha de angariação de fundos que buscava arrecadar US $ 2,5 bilhões para a Universidade de Michigan. A campanha levantou US $ 3,2 bilhões, estabelecendo um recorde público universitário. Ela serviu como a 18a Presidente da Universidade de Iowa, de 1995 a 2002.
A revista Time classificou Coleman como um dos dez melhores presidentes de universidades americanas em 2009, citando seu sucesso na captação de recursos e sua ênfase na pesquisa.
Em 18 de abril de 2013, Coleman anunciou sua aposentadoria como Presidente da Universidade de Michigan, a partir de 1º de julho de 2014.
Em junho de 2015, Coleman foi nomeado para o Conselho de Administração da Universidade de Denver. Ela é eleita bolsista da Academia Americana de Artes e Ciências e co-presidiu o Projeto Lincoln sobre Excelência e Acesso ao Ensino Superior Público da Academia com o ex-chanceler da Universidade da Califórnia em Berkeley, Robert Birgeneau.
Mary Sue Coleman iniciou seu mandato como presidente da Associação de Universidades Americanas em 31 de maio de 2016.

## Literatura
- Sahadi, Jeanne (20 de novembro de 2006). «Highest paid college presidents». CNNMoney.com. Consultado em 13 de fevereiro de 2007
- Gnagey, Laurel Thomas (13 de novembro de 2006). «Coleman on Prop. 2: 'We will not be deterred'». University of Michigan. Consultado em 13 de fevereiro de 2007